# Maisey-le-Duc
Maisey-le-Duc – miejscowość i gmina we Francji, w regionie Burgundia-Franche-Comté, w departamencie Côte-d’Or.
Według danych na rok 1990 gminę zamieszkiwało 91 osób, a gęstość zaludnienia wynosiła 7 osób/km² (wśród 2044 gmin Burgundii Maisey-le-Duc plasuje się na 819. miejscu pod względem liczby ludności, natomiast pod względem powierzchni na miejscu 747.).